# Domkerk van Nuuk
De Verlosserskerk (Groenlands: Annaassisup Oqaluffia, Deens: Vor Frelser kirke) is de houten domkerk van Nuuk, de hoofdstad van Groenland. De domkerk staat in het historische centrum en werd gebouwd in 1849 op een prominente plaats in het landschap. Het lutherse kerkgebouw vormt op nationale hoogtijdagen een plaats waar grote menigten samenkomen. Vanwege de kleur heeft de kerk de bijnaam Rode Kerk (dit in tegenstelling tot de andere lutherse kerk in de stad, de moderne Hans Egede Kerk, die vanwege de witte kleur de bijnaam Witte Kerk draagt).

## Beschrijving
De kerk is gelegen aan de Koloniale Haven in het oudste deel van Nuuk en werd in de jaren 1848-1849 gebouwd en vervolgens ingewijd op 6 April 1849. De bouw werd gefinancierd met behulp van middelen uit het Karen Ørsteds fonds. Na de voltooiing nam de kerk de functie over van de oudere kerken in Nuuk, waarvan de oudste dateerde uit 1758. Het torentje op de kerk werd pas in 1928 toegevoegd. In 1949 kreeg de kerk elektrisch licht.
Sinds de Deense wet Kerk en School op Groenland werd aangenomen op 6 Mei 1993 kreeg de Kerk in Groenland een bijzondere status binnen de Deense Volkskerk met een eigen bisschop in Nuuk. De wet ging op 1 november 1993 van kracht en sindsdien is de Verlosserskerk een domkerk. De eerste bisschop van Groenland sinds 616 jaar was Kristian Mørk, die in 1994 werd ingewijd. Een jaar later werd Mørk opgevolgd door de toen 39-jarige Sofie Petersen. Zij is de tweede vrouwelijke bisschop in de Deense Volkskerk.
De twee grote koperen kandelaars op het altaar zijn een gift van de Kerk van Noorwegen.

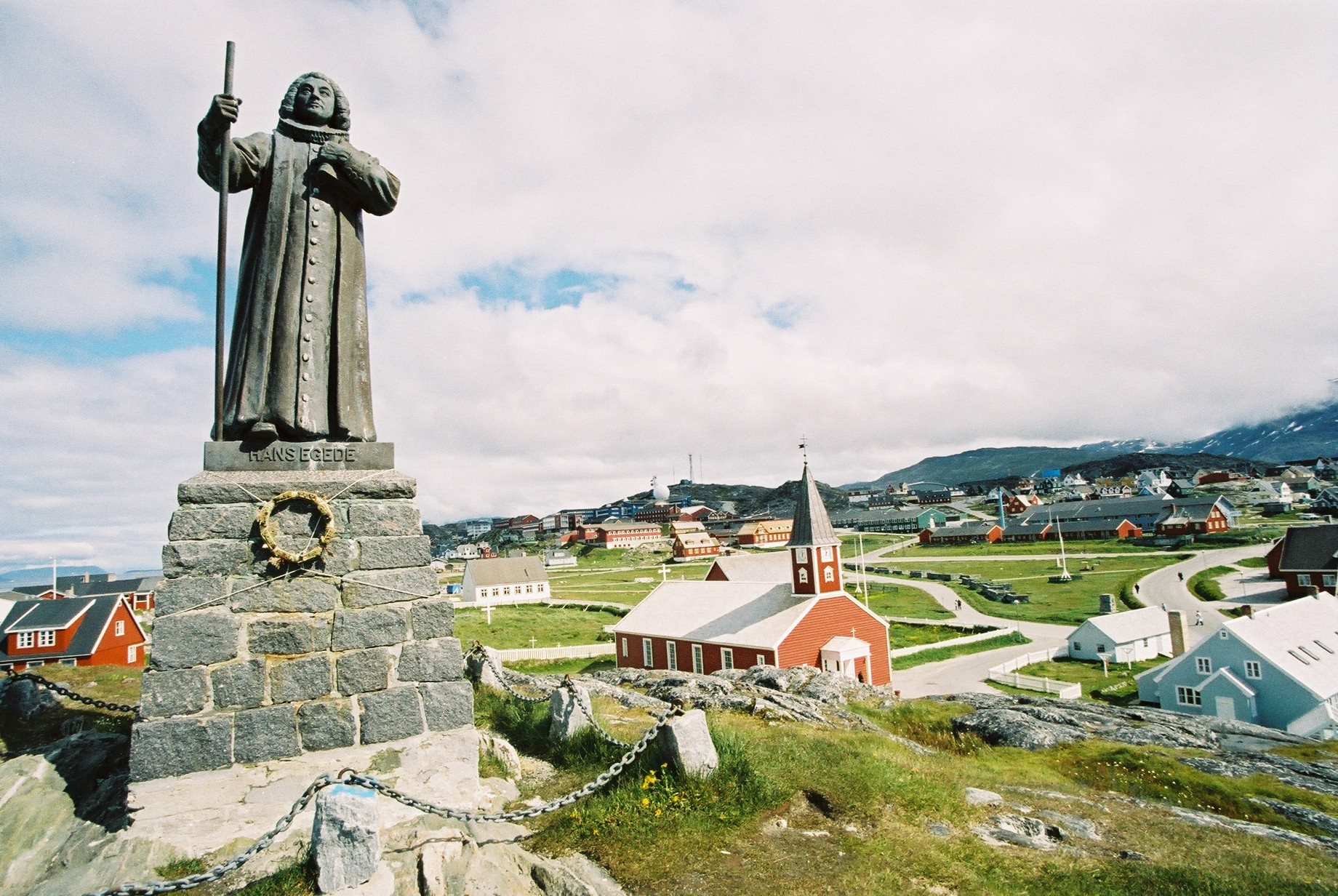
Beeld van Hans Edege, de Apostel van Groenland

Bij de kerk staan twee standbeelden. Eén ervan is de buste van Jonathan Petersen voor de kerk, een inmiddels overleden organist en dichter. Op de rots bij de kerk staat het standbeeld van de Deens-Noorse missionaris Hans Egede, die bekendstaat als de Apostel van Groenland. Dit standbeeld werd opgericht in 1921 en is een replica van het standbeeld dat voor de Marmeren Kerk in Kopenhagen staat.
- Library of Congress Control Number: n82117955
- Virtual International Authority File: 144271438